# Palenica (nad Porąbką)
Palenica (767 m) – szczyt w Beskidzie Małym. Znajduje się na zachodnim końcu pasma Bukowca, które na Błasiakówce odgałęzia się od głównego grzbietu Beskidu Małego i biegnie w zachodnim kierunku, do Jeziora Czanieckiego. Południowe stoki Palenicy opadają do doliny Wielkiej Puszczy, północne na Pogórze Śląskie, zachodnie do Jziora Czaneckiego.
Dawniej przez miejscową ludność Palenica nazywana była Bukowskim Groniem. Jest to nazwa bardzo stara, wymienia ją już Jan Długosz w Historia polonica i Andrzej Komoniecki (1658 – 1729) w dziele Chronografia albo Dziejopis Żywiecki. Na mapie austriackiej z lat 80. XIX wieku nazwę Bukowskiego Gronia zmieniono na Palenica. Ta nazwa związana jest z podobno palonymi dawniej na jej szczycie ogniskami. Nazwę tę powieliły późniejsze mapy polskie, zaś nazwę Bukowskiego Gronia przesunięto na sąsiedni na wschód szczyt, wówczas bezimienny szczyt 730 m.
Palenica jest porośnięta lasem, ale na jej południowo-zachodnim stoku są duże wyręby z należącym do Porąbki osiedlem Łazy. Ich górna część stopniowo zarasta lasem. Zachodni stok porasta Las Bielański. Są w nim zbudowane ze zlepieńców duże głazy z różnego rozmiaru otworami po wymytych ziarnach piasku. Na szczycie Palenicy stoi krzyż. Osobliwością florystyczną jest Aleja Limbowa – obsadzona limbami droga ciągnąca się grzbietem od Palenicy po Bukowski Groń. Ma długość około 500 m i jest największym w Beskidzie Małym skupiskiem limb.
Przez Palenicę biegnie granica między należącym do Porąbki przysiółkiem Kozubnik (stok południowy) i wsią Czaniec (stok północny), obydwie w województwie śląskim, w powiecie bielskim.
Piesze szlaki turystyczne
 odcinek: Zapora Porąbka – Bukowski Groń – Trzonka – Przełęcz Bukowska – Mała Bukowa – Beskid (Przełęcz Targanicka) – Kaprówka (Wielka Bukowa) – Przełęcz Cygańska – Góra Cygańska – Kocierz Rychwałdzki. Czas przejścia: 5:40 h, ↓ 4:45 h